# Marconi Stallions FC
Marconi Stallions FC är en fotbollsklubb från Fairfield, en förort till Sydney i Australien. Klubben spelar för närvarande i New South Wales Premier League som är den högsta serien i delstaten New South Wales. Klubben spelade tidigare i den numera nerlagda nationella australiensiska proffsligan National Soccer League (NSL).
Marconi Stallions var en av endast två klubbar som deltog i alla säsongerna av NSL som spelades mellan 1977 och 2004. De vann totalt fyra gånger och delar därmed rekordet för antal segrar i NSL med South Melbourne FC och Sydney City SC.